# Denis Cortés
Denis Enrique Cortés Vargas (Illapel, 12 de diciembre de 1953) es un político chileno independiente. Entre 2008 y 2021 ejerció como alcalde de la comuna de Illapel. 
Nació en dicha comuna y se crio en el sector rural del río Choapa. Es hijo de Miguel Ángel Cortés Brito y de Eliana Vargas Peña y padre de Denis y Cristián.
En 2012 logró atraer hacia Illapel, solo por conceptos del Fondo Nacional de Desarrollo Regional (FNDR) recursos por más de 6 mil millones de pesos, lo que sumado al restante periodo superó los 12.500 millones de pesos, cifra récord   para la llamada Tierra de Oro y de Sol.

## Carrera
Cortés Vargas ha desarrollado luchas sociales como las demandas interpuestas hacia la sanitaria local que en su momento dejó sin agua potable a gran parte de la población que reside en el sector alto de la ciudad  y a una empresa minera por su responsabilidad en el derrame de ácido sulfúrico en las cercanías de localidad rural de Las Cañas Uno, además por haber liderado las protestas de los pequeños mineros ante el fallido proyecto de Ley de Seguridad e Institucionalidad Minera que se anticipaba significaría el exterminio de este importantísimo rubro para la economía de dicha comuna.
Su periodo se ha destacado por el rescate patrimonial en acciones como el Día de la Trashumancia y el Criancero Caprino, la remodelación del antiguo puente hacia Salamanca, más conocido localmente como Puente Viejo, la instalación de una escultura en honor a los mineros, la declaración de monumento nacional del Libro Becerro y el reconocimiento al Baile Chino de Las Cañas como el baile más antiguo de la provincia de Choapa entre otros.

## Obras
Por otra parte se subraya su labor en la recuperación de espacios públicos como la nueva plaza de armas, el camping municipal, la ribera del río Illapel, la plaza de juegos de Ignacio Carrera Pinto  y varios gimnasios al aire libre  y juegos que se han instalado en diversas poblaciones de la ciudad.
En materia de obras se debe sumar a lo mencionado el Centro de Salud Familiar (CESFAM) de la Villa San Rafael, considerado como el avance más importante de la comuna en los últimos 30 años, e inminentes construcciones de otro Cesfam, una plaza abastos que integrará la feria de la ciudad, con el terminal de buses y otros servicios, el Estadio con Cancha de Pasto Sintético de la Villa San Rafael, entre otros.
Sin duda entre sus principales objetivos destaca la lucha por equiparar las condiciones de los habitantes del sector rural y urbano.

## Elecciones
Denis Cortés Vargas, ocupó el sillón edilicio de la comuna de Illapel por tres períodos consecutivos. En la Elecciones municipales de Chile de 2008, resultó electo con 7.519 votos, lo que significó un 58,45% de la preferencias, superando por más de 25 puntos a su competencia más cercana. El 28 de octubre de 2012 resultó ganador por segunda vez consecutiva en la contienda municipal, obteniendo el 59,5% de la votación lo que equivale a 7.699 preferencias, sobrepasando por 24,61 puntos a su principal contendor y levantándose como la primera mayoría de la provincia de Choapa y la tercera de la Región de Coquimbo. Ambas elecciones las afrontó en su calidad de independiente apoyado por el Partido Comunista.
Posteriormente, en el año 2016, Cortés compitió como independiente apoyado por el Partido Demócrata Cristiano, elección donde nuevamente resultó ganador, obteniendo 54,4% de las preferencias, superando por más de 16 puntos a su competidor más cercano.
Sin embargo, en el año 2020 se promulgó la ley 21.238, que limitó la reelección de Autoridades permitiendo, como máximo, el ejercicio de 3 períodos consecutivos para el caso de los Alcaldes. En consecuencia, Denis Cortés Vargas no se pudo presentar en las Elecciones municipales de Chile de 2021. Frente a esto, se especuló una eventual renuncia anticipada de la autoridad comunal, para así presentar su candidatura al Consejo Regional o al Congreso. No obstante, fue el propio alcalde quién, a través de su cuenta de Facebook declaró "hoy quiero honrar ese mandato que me dieron casi 7.000 illapelinos y sus familias, seguiré siendo el alcalde hasta el último día de este periodo”, poniendo término a las especulaciones.
Finalmente, el 28 de junio de 2021 concluyeron los casi 13 años en que encabezó la Administración Comunal de la Capital de la Provincia del Choapa.

## Concejal
Anteriormente fue concejal de la comuna por 12 años, es decir por 3 periodos, donde se presentó en su calidad de Demócrata Cristiano, militancia a la que renunció, para asumir el desafío electoral que lo instalaría como alcalde el 2008, considerándose, en su momento, como un político díscolo al no acatar las decisiones del que fue su partido, quien le veto la posibilidad de ser candidato a la alcaldía.
Sus principales luchas en este rol fueron apoyar a vecinos por ejemplo en la pérdida de dinero de las libretas de viviendas en el año 2008,  apoyando la creación de la feria de emprendedoras o también conocida como Las Pulgas entre otros.

## Dirigente
Su vida siempre ha estado ligada al sector rural y principalmente a las  localidades del Río Choapa. Desde los 16 años fue dirigente de diversas organizaciones sociales, partió como presidente del centro juvenil de Choapa Lindo. De ahí en más fue presidente, secretario o directivo de múltiples organizaciones.
En los años 1970 creó el comité de vecinos de Cañas Uno, que luego se convertiría en la junta de vecinos, fue presidente del comité de electrificación de Choapa, Cañas Uno y Dos, también presidió el Comité pro Agua Potable, dirigió la Comunidad de Agua del Canal Buzeta en dos períodos, entre otros.

## Historial electoral

### Elecciones municipales de 2008
- Elecciones municipales de 2008 para la alcaldía de Illapel[20]

### Elecciones municipales de 2012
- Elecciones municipales de 2012 para la alcaldía de Illapel[21]

### Elecciones municipales de 2016
- Elecciones municipales de 2016 para la alcaldía de Illapel[22]